# Mistrovství Evropy v judu 2010

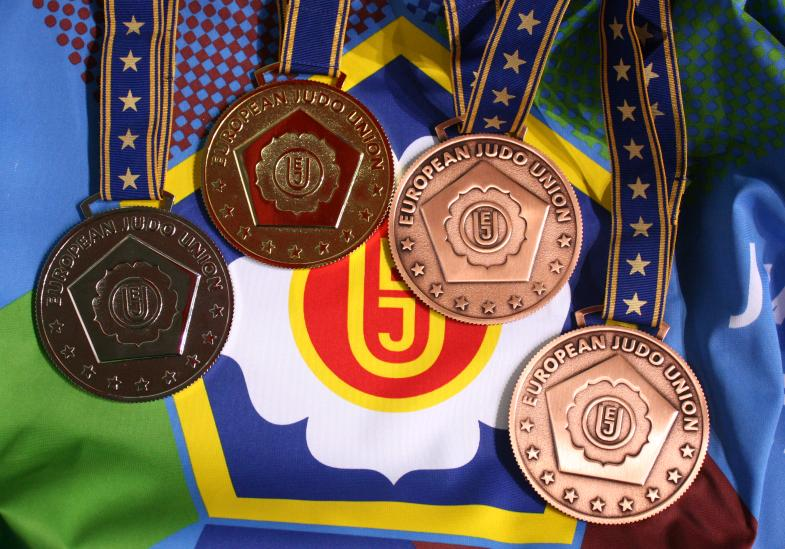
Medaile udělované na šampionátu

Mistrovství Evropy se konalo v Ferry-Dusika-Hallenstadion ve Vídni, Rakousko ve dnech 22.-24. dubna 2011.

## Program
- ČTV – 22.04.2010 – superlehká váha (−60 kg, −48 kg) a pololehká váha (−66 kg, −52 kg) a lehká váha (−57 kg)
- PAT – 23.04.2010 – lehká váha (−73 kg) a polostřední váha (−81 kg, −63 kg) a střední váha (−70 kg)
- SOB – 24.04.2010 – střední váha (−90 kg) a polotěžká váha (−100 kg, −78 kg) a těžká váha (+100 kg, +78 kg)

## Výsledky

### Muži
| Kategorie | Zlato                     | Stříbro                    | Bronz                 | Bronz                       |
| --------- | ------------------------- | -------------------------- | --------------------- | --------------------------- |
| −60 kg    | Sofiane Milous (FRA)      | Ludwig Paischer (AUT)      | Jeroen Mooren (NED)   | Elio Verde (ITA)            |
| −66 kg    | Sugoi Uriarte (ESP)       | Miklós Ungvári (HUN)       | Rok Drakšič (SLO)     | Andreas Mitterfellner (AUT) |
| −73 kg    | João Pina (POR)           | Batradz Kaitmazov (RUS)    | Ugo Legrand (FRA)     | Attila Ungvári (HUN)        |
| −81 kg    | Siražudin Magomedov (RUS) | Alexandr Stěšenko (BLR)    | Euan Burton (GBR)     | Guillaume Elmont (NED)      |
| −90 kg    | Marcus Nyman (SWE)        | Varlam Lipartelijani (GEO) | Ilias Iliadis (GRE)   | Elchan Mammadov (AZE)       |
| −100 kg   | Elco van der Geest (BEL)  | Henk Grol (NED)            | Benjamin Behrla (GER) | Ari'el Ze'evi (ISR)         |
| +100 kg   | Igor Makarov (BLR)        | Barna Bor (HUN)            | Andreas Tölzer (GER)  | Janusz Wojnarowicz (POL)    |

### Ženy
| Kategorie | Zlato                           | Stříbro                    | Bronz                   | Bronz                       |
| --------- | ------------------------------- | -------------------------- | ----------------------- | --------------------------- |
| −48 kg    | Alina Dumitruová (ROU)          | Éva Csernoviczká (HUN)     | Oiana Blancová (ESP)    | Charline Van Snicková (BEL) |
| −52 kg    | Natalja Kuzjutinová (RUS)       | Rosalba Forcinitiová (ITA) | Pénélope Bonnaová (FRA) | Ilse Heylenová (BEL)        |
| −57 kg    | Corina Căprioriuová (ROU)       | Sabrina Filzmoserová (AUT) | Hedvig Karakasová (HUN) | Telma Monteirová (POR)      |
| −63 kg    | Elisabeth Willeboordseová (NED) | Edwige Gwendová (ITA)      | Vlora Beđetiová (SLO)   | Vera Kovalová (RUS)         |
| −70 kg    | Anett Mészárosová (HUN)         | Raša Sraková (SLO)         | Cecilia Blancová (ESP)  | Juliane Robraová (SUI)      |
| −78 kg    | Abigél Joóová (HUN)             | Marhinde Verkerková (NED)  | Lucie Louetteová (FRA)  | Maryna Pryščepová (UKR)     |
| +78 kg    | Lucija Polavderová (SLO)        | Tea Donguzašviliová (RUS)  | Karina Bryantová (GBR)  | Urszula Sadkowská (POL)     |